# Mario Eggimann
Mario Eggimann (* 24. Januar 1981 in Brugg) ist ein Schweizer Fußballfunktionär und ehemaliger -spieler. Seit dem 21. April 2025 ist er Geschäftsführer Sport des Karlsruher SC.

## Karriere

### Vereine
Eggimann begann im Alter von fünf Jahren in der Jugend des FC Küttigen Fußball zu spielen. 1989 wechselte er in die Jugendabteilung des FC Aarau.
Als sein Jugendtrainer Coach der ersten Mannschaft wurde, wurde er von ihm bereits als 17-Jähriger mit hochgezogen.
Im Sommer 2002 verpflichtete der deutsche Zweitligist Karlsruher SC den Verteidiger. In seiner Zeit beim KSC entwickelte sich der Innenverteidiger kontinuierlich weiter und war ab der Saison 2006/07 Kapitän der Mannschaft, die in diesem Jahr Meister der 2. Liga wurde und in die Bundesliga aufstieg. Dort erzielte er für Karlsruhe beim 2:1-Sieg gegen den VfL Wolfsburg am 16. September 2007, dem 5. Spieltag, seinen ersten Bundesligatreffer. Am 10. März 2008 machte Eggimann von einer Ausstiegsklausel in seinem Vertrag Gebrauch, die es ihm ermöglichte, den KSC für 1,4 Mio. Euro zu verlassen. Er unterzeichnete einen Vertrag bei Hannover 96, der mit der Saison 2008/09 begann und am 30. Juni 2013 endete. Unter den Trainern Dieter Hecking und Andreas Bergmann war Eggimann nur Ersatzspieler bei den 96ern. Nach der Verpflichtung von Mirko Slomka als Trainer wurde Mario Eggimann zum Stammspieler, dann verpflichtete der Verein Emanuel Pogatetz, und Eggimann wurde wieder Ersatzspieler. Ab der Rückrunde 2011/12 war er wieder Stammspieler. Am 19. Spieltag der Saison 2012/13, im Niedersachsen-Derby gegen den VfL Wolfsburg, erlitt er einen Knöchelbruch.
Nach Auslaufen seines Vertrages am 30. Juni 2013 verließ Eggimann den Verein und wechselte zur Saison 2013/14 in die 2. Bundesliga zum 1. FC Union Berlin, bei dem er einen Vertrag bis zum 30. Juni 2015 mit Option auf ein weiteres Jahr unterschrieb.
Im Oktober 2015 gab er bekannt, aufgrund gesundheitlicher Probleme seine aktive Karriere beendet zu haben.
2019 übernahm er das Amt eines Co-Trainers beim TV Darmsheim.

### Nationalmannschaften
Eggimann war Kapitän der schweizerischen U-21-Nationalmannschaft. Am 7. September 2007 spielte er erstmals für die A-Nationalmannschaft. Er stand im vorläufigen Kader für die EM 2008, wurde aber nicht für das Turnier nominiert.
Eggimann nahm an der WM 2010 in Südafrika teil, kam aber lediglich zu Kurzeinsätzen. Einen besonderen Erfolg feierte er im Spiel gegen den amtierenden Europameister Spanien, in dem den Eidgenossen ein 1:0-Sieg gegen den späteren Weltmeister gelang.

### Als Funktionär
Im Juni 2024 kandidierte Eggimann als Vizepräsident des Karlsruher SC. In der außerordentlichen Mitgliederversammlung am 24. Juni 2024 wurde er mit über 71 % der Stimmen im ersten Wahlgang gewählt. Im April 2025 wechselte er vereinsintern auf den Posten des „Geschäftsführers Sport“ und gab damit seinen Posten als Vizepräsident und Beiratsmitglied auf.

## Erfolge
- Aufstieg in die 1. Fußball-Bundesliga mit dem Karlsruher SC (2007)

## Privat
Eggimann hat mit seiner Ehefrau, einer Karlsruherin, eine Tochter und einen Sohn. Sein Vater Hans Eggimann war Trainer des FC Küttigen, und sein älterer Bruder Patrick war ebenfalls als Fußballer aktiv. Eggimann lebt heute mit seiner Familie in Sindelfingen-Darmsheim. Er ist Inhaber eines Beratungsunternehmens für Sportler.